# محمد المذبوح
الجنرال محمد المدبوح ولد سنة 1927 بالريف (شمال المغرب)، وقتل في 10 يوليوز 1971 في الصخيرات كان قائدا عسكريا مغربيا، شغل منصب قائد الحرس الملكي ثم قائد الدرك ثم مدير مكتب البريد في حكومة عبد الله إبراهيم وعاد بعدها إلى القصر مديرا لمكتب الحسن التاني العسكري ثم مدير البيت الملكي. ويعتبر أحد المخططين لمحاولة انقلاب الصخيرات ضد الملك الحسن الثاني في الصخيرات، 10 يوليوز 1971.

## حياته
ولد المذبوح لأب كان قائدا بأكنول وحارب تحت لواء الجنرال هوبير ليوطي ضد الزعيم عبد الكريم الخطابي.
تلقى محمد المذبوح التعليم العسكري متخصصا في الخيالة في مدرسة سوموور، وخدم في الحرب الهندوصينية الفرنسية. كما كان من أكثر الموالين للملك خلال استقلال المغرب، وعين وزيرا ثم محافظا وتم تعينه كقائد الحرس الملكي.

## محاولة انقلاب الصخيرات
سافر إلى الولايات المتحدة الأمريكية حيث علم عن اشتباه العائلة الملكية في الفساد في مشاريع البناء والمعادن ونهب المال العام، وأصر على محاربة الفساد، وإقصاء الملك نفسه، فاستغل مناسبة عيد ميلاد هذا الأخير 10 يوليوز 1971 لتنفيذ مخطط الانقلاب مع كل من المقدم أمحمد أعبابو و أخيه محمد أعبابو.

## وفاته
توفي مصابا في ذراعه بعد أن أصيب برصاصة مجهولة المصدر (يقال أن المقدم اعبابو أطلق عليه النار). قبل وفاته بدقائق حدثت ملاسنة مع شريكه في الانقلاب المقدم أمحمد أعبابو واتهمه بالخيانة في قصر الصخيرات جنوبي الرباط.